# Baba Simon
Simon Mpeke
Pour les articles homonymes, voir Simon.
Simon Mpeke, surtout connu sous le surnom de « Baba Simon » (« Papa Simon »), né en 1906, mort en 1975, est un prêtre camerounais, premier responsable de Jésus Caritas en Afrique, puis missionnaire auprès des Kirdis, et devient le « chantre de la kirditude ». 
Il est cité en exemple de prêtre par le pape Benoît XVI. Sa procédure de béatification est en cours. Il est reconnu vénérable le 20 mai 2023 par le pape François. Il est fêté le 13 août.

## Biographie
Mpeke naît en 1906 à Batombé dans une famille de paysans païens de l'ethnie Bakoko. Le père de Mpecke est Joseph-Marie Yomba, un notable adepte de la société du Njee et sa mère s'appelle Iniyem Ngo Epouhe, paysanne qu’on surnommait «Inison». En 1914, à 8 ans, Mpecke fait ses études primaires à la mission catholique d’Edéa. Il s'agit d'une mission ouverte par la congrégation des Pallotins à l'époque des colonies allemandes.
À 11 ans, Mpecke obtient son certificat d’études primaires (C.E.P.E.). 
Fasciné par le christianisme dans sa jeunesse, il est baptisé à 12 ans, le 14 août 1918, par le père Louis Chevrat,  missionnaire spiritain, avec Simon comme prénom de baptême. Il s'appellera désormais Simon Mpeke. Le lendemain de son baptême, Mpecke fait sa première communion.
Il est d'abord instituteur, puis entre au petit séminaire de Yaoundé le 8 août 1924.
D'octobre 1927 jusqu'en décembre 1935, à la suite de l’ouverture du grand séminaire de Mvolyé, il pratique ses deux années de philosophie ainsi que ses quatre années de théologie.
Parallèlement à ses études, en 1932 et en 1933, il enseigne au petit séminaire d’Akono.
Il est un des huit premiers camerounais ordonnés prêtres, le 8 décembre 1935. Il est ensuite vicaire à Ngovayang, puis curé de la paroisse du quartier New Bell à Douala.
Au début de son ministère, Simon Mpeke commence par manifester un zèle virulent. Il s'oppose aux religions traditionnelles.
En outre, en 1947, par hasard, Simon Mpecke lit un article où il apprend l'existence de populations paiennes dans le Nord-Cameroun.
La lecture de cet article est l'événement qui marque profondément la vie de Simon Mpecke.
Dès lors, selon son propre témoignage, il sent naître en lui une grande sympathie à l'égard de ces populations.
Deux rencontres le font évoluer: sa rencontre avec une religieuse, Sœur Magdeleine, fondatrice des Petites Sœurs de Jésus, et avec un prêtre, René Voillaume, fondateur des Petits Frères de Jésus et des Petites Sœurs de l'Évangile, inspirés par la spiritualité de Charles de Foucauld. Il estime avoir trouvé alors « le chemin qu'il cherchait depuis longtemps ».
Simon Mpeke rejoint en 1953 l'Institut séculier des Frères de Jésus. Il est l'un des cofondateurs de Jésus Caritas sur le plan international, et en est le premier responsable en Afrique.
En février 1959, à la demande de Mgr Yves Plumey,
l'abbé Simon gagne Tokombéré, au nord du Cameroun, dans le diocèse de Maroua-Mokolo, parmi les Kirdis, en tant que prêtre Fidei donum. Il partage leur vie de pauvreté, et lutte contre la misère. Son évangélisation est empreinte de prière et de charité. Respectant leurs traditions, et y voyant la marque de la présence de Dieu, «Baba Simon» devient le « chantre de la kirditude ».
Il est le premier prêtre séculier camerounais, missionnaire dans son propre pays et fonde une mission en 1961.
Dès le début, la scolarisation des Kirdis devient sa préoccupation quotidienne.
Il passera sa vie à lutter contre la misère, ennemie de l’homme.
Sa bonté légendaire le désigne bien vite "Baba", ce qui signifie à la fois papa, patriarche, sage et guide, tous en viennent à l'appeler spontanément Baba.
A Tokombéré, Baba Simon accomplit la promesse faite par Dieu à Abraham : son exode, sa mission, permet la naissance d'un peuple.
Une fois fixé, il ne cesse de multiplier ses visites à de nombreux villages des alentours. Un profond souci apostolique l'habite. Il est attentif à tout ce qui fait la vie des Kirdis.
Sa vie de prière intense et son sourire devenu légendaire en font un témoin lumineux de l’amour de Dieu.
Pour Simon Mpeke, l'école, c'est la vie et son école apporte l'espoir d'épanouir l'homme dans sa lutte contre l'ignorance, les servitudes et la peur.
Il combat l'ignorance pour la dignité humaine. Il décide alors de porter l'instruction jusqu'au domicile des parents en leur donnant la possibilité d'assister à "l'école sous l'arbre", une école sous les yeux de tous, au cœur même de la vie des Kirdis.
Il construit par la suite l'école Saint-Joseph de Tokombéré et a l'autorisation d'ouvrir d'autres écoles à Bzeskawé, à Rindrimé et à Baka.
De plus, il crée un internat pour les garçons et un autre pour les filles, géré par les "Servantes de Marie".
Par l’école, les structures sanitaires, l’engagement contre l’injustice, l’encadrement des jeunes et l’appel à la fraternité universelle, il permet une réelle promotion des populations Kirdis trop longtemps laissées pour compte par le reste du pays.
Son souci du dialogue permanent avec les responsables des religions traditionnelles en fait un précurseur prophétique du dialogue interreligieux remis à l’honneur par Vatican II.
Il aime voyager; la première raison est de trouver l'aide nécessaire pour ses œuvres en faveur des Kirdis, spécialement pour les élèves et les internes.
Il voyage donc en France, en Suisse, en Italie, en Espagne et en Israël.
Il partage la vie des Kirdis, leur pauvreté et il lutte contre la misère.
Son évangélisation est empreinte de prière et de charité dans le respect de leurs traditions.
Épuisé, il meurt le 13 août 1975 à Édéa, loin de Tokombéré où il sera malgré tout inhumé.

## Reconnaissance

### Procédure de béatification
L'enquête diocésaine pour sa béatification est ouverte vers 1985 par l'évêque du diocèse de Maroua-Mokolo, et se termine en mai 2012. Le dossier est transmis à Rome, où se poursuit la procédure pouvant mener à sa béatification.
À l'issue de l'enquête romaine, le pape François autorise le 20 mai 2023 la Congrégation pour les causes des saints à publier le décret reconnaissant les vertus héroïques de Baba Simon Mpeke, lui donnant ainsi le titre de vénérable,,. Il est fêté le 13 août.

### Hommage du pape
Lors de son voyage en mars 2009 au Cameroun, le pape Benoît XVI présente Baba Simon comme modèle pour les prêtres, « stimulant à rechercher la sainteté de vie ».

### Journée d'étude; nomenclature
Une journée d'étude est consacrée à Baba Simon aux Facultés Loyola Paris le 23 novembre 2024 : « Le défi de la rencontre ».
Le collège Baba-Simon à Tokombéré et la colline qui domine la commune portent son nom.